# 黃守金
黃守金（1960年8月19日—），新加坡國會議員、人民行動黨成員。自2001年起開始出選宏茂橋集選區，2006年大選中成功繼續連任。
黃曾於萊佛士書院就讀，其後於英國倫敦帝國學院及美國史丹福大學修讀專上課程。現時於新加坡科技工程擔任國防業務總裁等職務。

## 外部連結
- 個人簡歷 (國會網頁) （英文）